# Damernas höjdhopp vid världsmästerskapen i friidrott 2022
Damernas höjdhopp vid världsmästerskapen i friidrott 2022 avgjordes mellan den 16 och 19 juli 2022 på Hayward Field i Eugene i USA.
Australiska Eleanor Patterson tog guld efter ett hopp på 2,02 meter, vilket blev en tangering av det oceaniska rekordet. Silvret togs av ukrainska Jaroslava Mahutjich och bronset togs av italienska Elena Vallortigara.

## Rekord
Innan tävlingens start fanns följande rekord:
| Rekord                                         | Idrottare                   | Distans | Plats                  | Datum            |
| ---------------------------------------------- | --------------------------- | ------- | ---------------------- | ---------------- |
| Världsrekord                                   | Stefka Kostadinova (BUL)    | 2,09 m  | Rom, Italien           | 30 augusti 1987  |
| Mästerskapsrekord                              | Stefka Kostadinova (BUL)    | 2,09 m  | Rom, Italien           | 30 augusti 1987  |
| Världsårsbästa                                 | Jaroslava Mahutjich (UKR)   | 2,03 m  | Brno, Tjeckien         | 22 juni 2022     |
| Afrikanskt rekord                              | Hestrie Cloete (RSA)        | 2,06 m  | Saint-Denis, Frankrike | 31 augusti 2003  |
| Asiatiskt rekord                               | Nadezjda Dubovitskaja (KAZ) | 2,00 m  | Almaty, Kazakstan      | 8 juni 2021      |
| Nord-, centralamerikanskt och karibiskt rekord | Chaunte Lowe (USA)          | 2,05 m  | Des Moines, USA        | 26 juni 2010     |
| Sydamerikanskt rekord                          | Solange Witteveen (ARG)     | 1,96 m  | Oristano, Italien      | 8 september 1997 |
| Europeiskt rekord                              | Stefka Kostadinova (BUL)    | 2,09 m  | Rom, Italien           | 30 augusti 1987  |
| Oceaniskt rekord                               | Nicola McDermott (AUS)      | 2,02 m  | Tokyo, Japan           | 7 august 2021    |

## Program
Alla tider är lokal tid (UTC−7).
| Datum   | Tid   | Omgång |
| ------- | ----- | ------ |
| 16 juli | 11:10 | Kval   |
| 19 juli | 17:40 | Final  |

## Resultat

### Kval
Kvalregler: Hopp på minst 4,65 meter 0Q0 eller de 12 friidrottare med högst hopp 0q0 gick vidare till finalen.
| Placering | Grupp | Namn                       | Nationalitet   | 1,75 m | 1,81 m | 1,86 m | 1,90 m | 1,93 m | 1,95 m | Distans | Noteringar |
| --------- | ----- | -------------------------- | -------------- | ------ | ------ | ------ | ------ | ------ | ------ | ------- | ---------- |
| 1         | A     | Eleanor Patterson          | Australien     | –      | o      | o      | o      | o      |        | 1,93 m  |            |
| 1         | A     | Elena Vallortigara         | Italien        | –      | o      | o      | o      | o      |        | 1,93 m  |            |
| 1         | A     | Iryna Herasjtjenko         | Ukraina        | –      | o      | o      | o      | o      |        | 1,93 m  |            |
| 1         | A     | Safina Sadullayeva         | Uzbekistan     | –      | –      | o      | o      | o      |        | 1,93 m  | 0SB0       |
| 1         | B     | Jaroslava Mahutjich        | Ukraina        | –      | –      | o      | o      | o      |        | 1,93 m  |            |
| 6         | B     | Daniela Stanciu            | Rumänien       | o      | o      | o      | o      | xo     |        | 1,93 m  | 0SB0       |
| 6         | B     | Karmen Bruus               | Estland        | o      | o      | o      | o      | xo     |        | 1,93 m  | 0PB0       |
| 8         | B     | Nadezjda Dubovitskaja      | Kazakstan      | –      | o      | xo     | xo     | xo     |        | 1,93 m  |            |
| 9         | B     | Nicola Olyslagers          | Australien     | –      | –      | o      | xo     | xxo    |        | 1,93 m  |            |
| 10        | A     | Lamara Distin              | Jamaica        | –      | o      | o      | o      | xxx    |        | 1,90 m  |            |
| 10        | B     | Kimberly Williamson        | Jamaica        | o      | o      | o      | o      | xxx    |        | 1,90 m  |            |
| 10        | B     | Lia Apostolovski           | Slovenien      | o      | o      | o      | o      | xxx    |        | 1,90 m  |            |
| 13        | B     | Tatiana Gusin              | Grekland       | –      | xo     | xo     | o      | xxx    |        | 1,90 m  | 0SB0       |
| 14        | B     | Marija Vuković             | Montenegro     | –      | o      | o      | xo     | xxx    |        | 1,90 m  |            |
| 15        | A     | Maja Nilsson               | Sverige        | o      | o      | o      | xxo    | xxx    |        | 1,90 m  |            |
| 15        | A     | Julija Levtjenko           | Ukraina        | –      | o      | o      | xxo    | xxx    |        | 1,90 m  |            |
| 17        | A     | Rachel McCoy               | USA            | o      | xo     | xo     | xxo    | xxx    |        | 1,90 m  | 0SB0       |
| 18        | B     | Ella Junnila               | Finland        | –      | o      | o      | xxx    |        |        | 1,86 m  |            |
| 18        | B     | Vashti Cunningham          | USA            | –      | –      | o      | xxx    |        |        | 1,86 m  |            |
| 20        | A     | Kristina Ovchinnikova      | Kazakstan      | xo     | o      | o      | xxx    |        |        | 1,86 m  |            |
| 21        | A     | Marie-Laurence Jungfleisch | Tyskland       | o      | o      | xo     | xxx    |        |        | 1,86 m  | 0SB0       |
| 21        | A     | Sini Lällä                 | Finland        | o      | o      | xo     | xxx    |        |        | 1,86 m  |            |
| 21        | A     | Urtė Baikštytė             | Litauen        | o      | o      | xo     | xxx    |        |        | 1,86 m  |            |
| 21        | B     | Heta Tuuri                 | Finland        | o      | o      | xo     | xxx    |        |        | 1,86 m  |            |
| 25        | B     | Emily Borthwick            | Storbritannien | o      | xo     | xxx    |        |        |        | 1,81 m  |            |
| 25        | B     | Rachel Glenn               | USA            | –      | xo     | xxx    |        |        |        | 1,81 m  |            |
| 27        | A     | Laura Zialor               | Storbritannien | xo     | xo     | xxx    |        |        |        | 1,81 m  |            |
| 28        | A     | Lu Jiawen                  | Kina           | o      | xxx    |        |        |        |        | 1,75 m  |            |
| 28        | B     | Jennifer Rodriguez         | Colombia       | o      | xxx    |        |        |        |        | 1,75 m  |            |
|           | A     | Morgan Lake                | Storbritannien |        |        |        |        |        |        |         | 0DNS0      |

### Final
Finalen startade den 19 juli klockan 17:40.
| Placering | Namn                  | Nationalitet | 1,84 m | 1,89 m | 1,93 m | 1,96 m | 1,98 m | 2,00 m | 2,02 m | 2,04 m | Distans  | Noteringar    |
| --------- | --------------------- | ------------ | ------ | ------ | ------ | ------ | ------ | ------ | ------ | ------ | -------- | ------------- |
| 1         | Eleanor Patterson     | Australien   | o      | o      | o      | o      | xxo    | xo     | o      | xxx    | 2,02 m   | 0=AR0         |
| 2         | Jaroslava Mahutjich   | Ukraina      | –      | o      | o      | o      | o      | xo     | xo     | xxx    | 2,02 m   |               |
| 3         | Elena Vallortigara    | Italien      | o      | o      | o      | o      | o      | o      | xxx    |        | 2,00 m   | 0SB0          |
| 4         | Iryna Herasjtjenko    | Ukraina      | o      | o      | o      | xo     | o      | xo     | xxx    |        | 2,00 m   | 0PB0          |
| 5         | Safina Sadullayeva    | Uzbekistan   | –      | o      | o      | o      | x-     | xx     |        |        | 1,96 m   | 0PB0          |
| 5         | Nicola Olyslagers     | Australien   | o      | o      | o      | o      | xxx    |        |        |        | 1,96 m   | 0SB0          |
| 7         | Karmen Bruus          | Estland      | o      | xo     | xo     | xo     | xxx    |        |        |        | 1,96 m   | 0=NR0, =VBU18 |
| 8         | Nadezjda Dubovitskaja | Kazakstan    | o      | xxo    | xxo    | xo     | xxx    |        |        |        | 1,96 m   |               |
| 9         | Lamara Distin         | Jamaica      | o      | o      | o      | xxx    |        |        |        |        | 1,93 m   |               |
| 10        | Daniela Stanciu       | Rumänien     | xo     | o      | xxo    | xxx    |        |        |        |        | 1,93 m   | 0SB0          |
| 11        | Kimberly Williamson   | Jamaica      | o      | o      | xxx    |        |        |        |        |        | 1,89 m   |               |
| 12        | Lia Apostolovski      | Slovenien    | o      | xo     | xxx    |        |        |        |        |        | '1,89 m' |               |